# Kassatorische Wirkung
Kassatorische Wirkung ist ein Rechtsbegriff aus dem Verwaltungsprozessrecht.
Die kassatorische Wirkung wird von einem Verwaltungsakt entfaltet, zu dessen Erlass die zuständige Behörde auf Grund einer Versagungsgegenklage verurteilt wurde. Der zuvor erlassene Verwaltungsakt, der das Begehren des Antragstellers versagt, wird durch den neuen Verwaltungsakt mit kassatorischer Wirkung aufgehoben, ohne dass es zuvor einer Anfechtungsklage gemäß § 42 Abs. 1, 1. Alt. VwGO bedarf. Der das Begehren versagende Anspruch ist damit automatisch nichtig.
Die kassatorische Wirkung wird auch durch eine Anfechtungsklage erzielt, führt jedoch nur zu dem Ergebnis, dass der Antragsteller weder einen versagenden noch einen gewährenden Verwaltungsakt innehat.